# Rudy Migay
Rudolph Joseph Migay (* 18. listopadu 1928, Port Arthur, Ontario – 16. ledna 2016, Thunder Bay, Ontario) byl kanadský hokejista.

## Život
Rudolf Migay se narodil v přistěhovalecké rodině ze Slovenska. S hokejem začínal doma v Port Arthur Flyers, jako junior získal dvakrát Memorial Cup. V sezóně 1948/49 se stal profesionálem v týmu AHL Pittsburgh Hornets (farma Toronta).
Svou kariéru v NHL začal v celku Toronto Maple Leafs v roce 1949. Svou kariéru spojil s Leafs, na odpočinek odešel po sezoně 1960.
V NHL odehrál na postu obránce 418 zápasů, vstřelil 59 gólů a přidal 92 asistencí. Pro útlou postavu (168 cm) byl přezdíván „Toy teriér“. Po skončení aktivní kariéry v nižších soutěžích se stal trenérem a později hokejovým skautem.